# روبرت إروين (فنان)
روبرت إروين (بالإنجليزية: Robert Irwin)‏ (12 سبتمبر 1928) فنان تركيب أمريكي. عاش وعمل في سان دييغو بكاليفورنيا.